# Rhopaliella
Rhopaliella är ett släkte av skalbaggar. Rhopaliella ingår i familjen långhorningar.
Kladogram enligt Catalogue of Life:
| Rhopaliella | \| \| Rhopaliella bicolorata \| \| \| \| \| \| Rhopaliella discicollis \| \| \| \| |
|             | \| \| Rhopaliella bicolorata \| \| \| \| \| \| Rhopaliella discicollis \| \| \| \| |
|             | Rhopaliella bicolorata                                                             |
|             |                                                                                    |
|             | Rhopaliella discicollis                                                            |
|             |                                                                                    |